# Tolmerus maculipes
Tolmerus maculipes là một loài ruồi trong họ Asilidae. Tolmerus maculipes được Lehr miêu tả năm 1972. Loài này phân bố ở vùng Cổ Bắc giới.